# Hälsingland

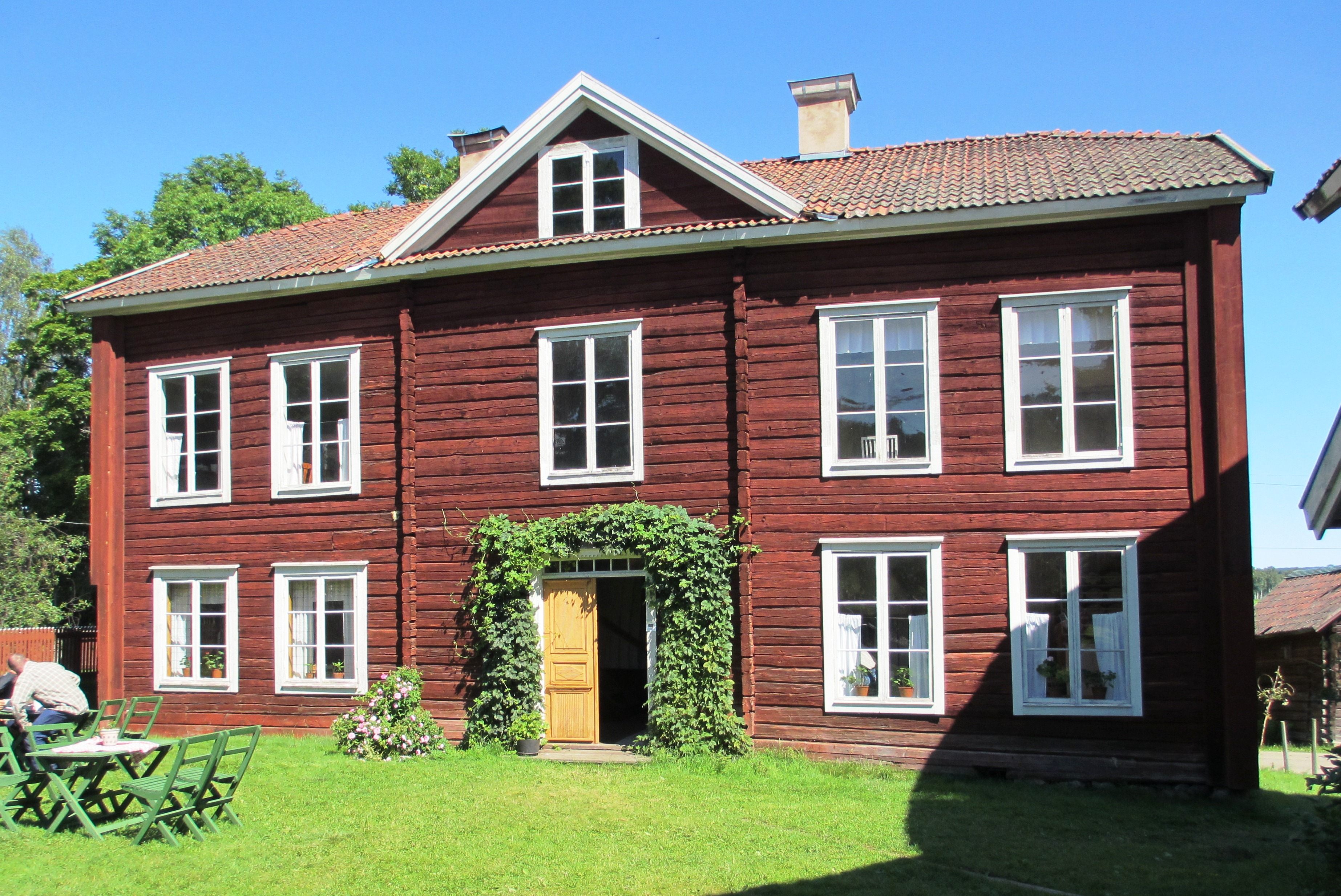
Casa senhorial típica em Söderala

A Hälsingland ( PRONÚNCIA), raramente Helsíngia (em latim: Helsingia), é uma província histórica da Suécia. Está situada no sul da região histórica da Norlândia, e localizada junto ao Mar Báltico. 
Com uma área de 14 264 km², ocupa cerca de 3,5% da área do país, e tem uma população de 129 193 habitantes (2023). 

Tem limites a norte com Medelpad, a oeste com a Härjedalen e a Dalecárlia, a sul com a Gästrikland e é banhada a leste pelo Mar Báltico.

A Hälsingland é conhecida pelo seu carácter florestal, pelas suas casas tradicionais decoradas e pelo seu apego à música folclórica tradicional. A maior parte da sua superfície tem terreno ondulado, coberto por florestas de pinheiros e abetos, e salpicado por numerosos lagos.
Como província histórica, a Hälsingland não possui funções administrativas, nem significado político, mas está diariamente presente nos mais variados contextos, como por exemplo em Museu da Hälsingland (Hälsinglands museum), Banco da Hälsingland (Hälsinglands Sparbank) e Federação de Futebol da Hälsingland (Hälsinglands Fotbollförbund). 

## Etimologia e uso
O nome geográfico sueco Hälsingland deriva do termo "Hælsingialand", em sueco antigo, significando terra dos ”hälsinge”, designacão dos habitantes da região. A província foi mencionada em latim por Adão de Bremen em 1072 como Halsingland.
Em textos em português costuma ser usada a forma original Hälsingland, por vezes grafada Halsingland, por adaptação tipográfica.

| “ | Localizada na região de Norrland, a província de Hälsingland situa-se ao norte de Gästrikland… | ” |

## Província histórica e condado atual
A maior parte da província histórica da Hälsingland constitue juntamente com a província histórica da Gästrikland o atual condado de Gävleborg. Uma parcela menor faz parte dos condados da Jämtland e Västernorrland.

A Província histórica da Hälsingland
A Província histórica da Gästrikland
O condado de Gävleborg (Gävleborgs län)

## História
A Hälsingland foi mencionada pela primeira vez como Halsingland por Adão de Bremen em 1075, na sua obra "Gesta Hammaburgensis Ecclesiae Pontificum".  Devido à escassez de fontes históricas, pouco se sabe sobre a região.

Até ao século XIII, a Hälsingland abrangia não só o seu atual território mas também a costa norte da atual Suécia – Hälsingland, Ångermanland, Medelpad e Västerbotten – e ainda uma parte da Finlândia até ao rio Oulu (Oulujoki).

 
Era regida por uma legislação própria – a Lei da Hälsingland (Lex Helsingiae; ca 1320) – e implicava uma dependência ao rei da Suécia, incluindo pagamento de imposto e prestação de serviço militar.                                                             

No século XIV, a Hälsingland ainda tinha uma relação ambígua com o reino da Suécia. Todavia, evoluiu sucessivamente, com avanços e recuos para uma integração cada vez maior nesse reino da Suécia.
No século XVI, durante o reinado de Gustavo Vasa, a Hälsingland acabou por estar finalmente integrada no reino da Suécia.  

Os camponeses da Hälsingland dos séculos XVIII-XIX gozaram de uma prosperidade económica baseada na cultura do linho e no aproveitamento da floresta. Essa riqueza está expressa nas numerosas casas ricamente adornadas. 

### Heráldica

O brasão de armas foi concedido em 1560 por ocasião do funeral do rei Gustav Vasa.                                                                             Mostra um bode – animal típico da extensa criação de cabras da Hälsingland dessa época.

## Geografia
A maior parte da Hälsingland está situada nas "terras altas do Norte" (nordsvenska höglandet), apresentando um terreno acidentado, de altitude mediana, coberto de florestas de coníferas e numerosos lagos. O clima é continental, com invernos muito frios.
Na zona banhada pelo mar Báltico, a província tem uma planície costeira (kustslätten) com 10-20 km de largura, plana e com relativamente poucas ilhas. O clima é suavizado pela proximidade do mar, com menores diferenças de temperatura entre o verão e o inverno.
A população está concentrada na planície litoral e nos vales dos rios Ljusnan e Voxnan. O interior da província tem baixa densidade populacional.
| - Limites: Norte – Medelpad, Leste – Mar Báltico, Sul – Gästrikland, Oeste – Härjedalen e Dalarna - Condados: Gävleborg (maior parte); Jämtland e Västernorrland (parte menor) - Montanhas: Garpkölen (665 m) e Järvsö Klack (391 m) - Rios: Ljusnan e Voxnan - Lagos: Dellen - Cidades: Hudiksvall, Bollnäs, Söderhamn - Comunas: Bollnäs, Hudiksvall, Ljusdal, Nordanstig, Ovanåker, Söderhamn |

### Comunas da Hälsingland
| Bollnäs | Hudiksvall | Ljusdal | Nordanstig | Ovanåker | Söderhamn |
| Bollnäs | Hudiksvall | Ljusdal | Nordanstig | Ovanåker | Söderhamn |

### Cidades
Atualizado a 17 de setembro de 2024

| Cidade     | População |
| ---------- | --------- |
| Hudiksvall | 16 559    |
| Bollnäs    | 14 033    |
| Söderhamn  | 12 213    |
| Ljusdal    | 7 209     |
| Edsbyn     | 4 321     |
| Bergsjö    | 1 374     |

## Comunicações
A província da Hälsingland é atravessada de norte a sul pela estrada europeia E4, seguindo a orla costeira desde a província de Medelpad até à Gästrikland, e passando pelas cidades de Hudiksvall e Söderhamn. Transversalmente a província é atravessada pelas estradas nacionais 84, 50 e 83. Duas linhas ferroviárias cruzam a Hälsingland: Uma linha seguindo a costa, com um itinerário semelhante à E4, passando por Söderhamn e Hudiksvall, e outra pelo interior, no sentido noroeste, passando por Bollnäs e Ljusdal. 
| - Estradas europeias: E4 - Estradas nacionais: 83, 50, 84 - Ferrovias: Gävle-Söderhamn-Hudiksvall-Sundsvall e Mora-Bollnäs-Ljusdal-Östersund - Aeroportos: Hudiksvall |

## Economia
A economia tradicional da Hälsingland está baseada na exploracão das suas florestas e nas indústrias da madeira. 

O escoamento dos produtos de madeira é feito através dos portos das cidades de Hudiksvall e Söderhamn.

Hoje em dia, uma grande parte da madeira extraída nas florestas da Hälsinggland é utilizada na indústria do papel e da pasta de papel. A maior fábrica deste sector está em Iggesund, onde é produzido celulose, papel e casas pré-fabricadas.

## Desporto

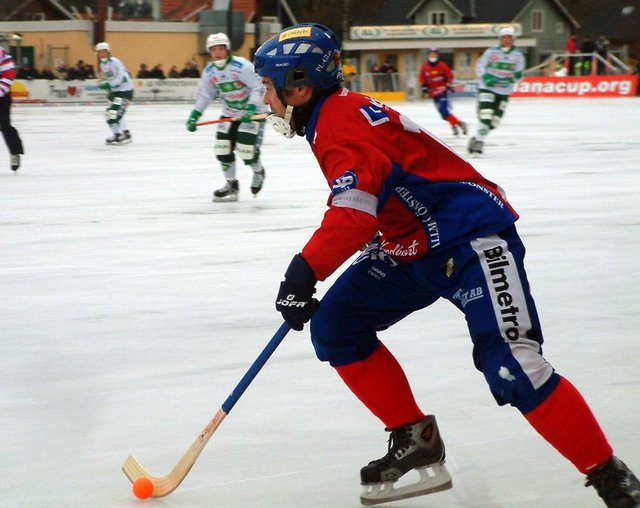

Na Hälsingland há um grande intresse pelo bandy. 
Entre os principais clubes estão: 
- Bollnäs Bandy (Bollnäs)
- Edsbyns IF (Edsbyn)

Entre as suas arenas desportivas, estão:
- Svenska Fönster Arena (Bandy)
- SBB Arena (Bandy)

## Património histórico, cultural e turístico
Alguns pontos turísticos mais procurados atualmente são:
- Fazendas decoradas da Hälsingland (Hälsingegårdar; Bollnäs, Alfta, Edsbyn)
- Järvzoo (parque zoológico com os grandes animais da fauna nórdica; Järvsö)
- Museu da Hälsingland (Hälsinglands museum; Hudiksvall)
- Igreja velha de Trönö (Trönö gamla kyrka)
- Grutas de Boda (Bodagrottorna; as grutas de montanha mais compridas da Europa; perto de Iggesund)
- Igreja de Ulrika Eleonora (Ulrika Eleonora kyrka; igreja barroca do século XVII; Söderhamn)

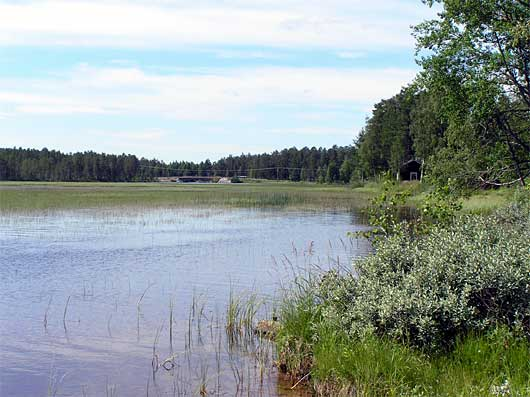
Floresta com lago em Rullbosjön
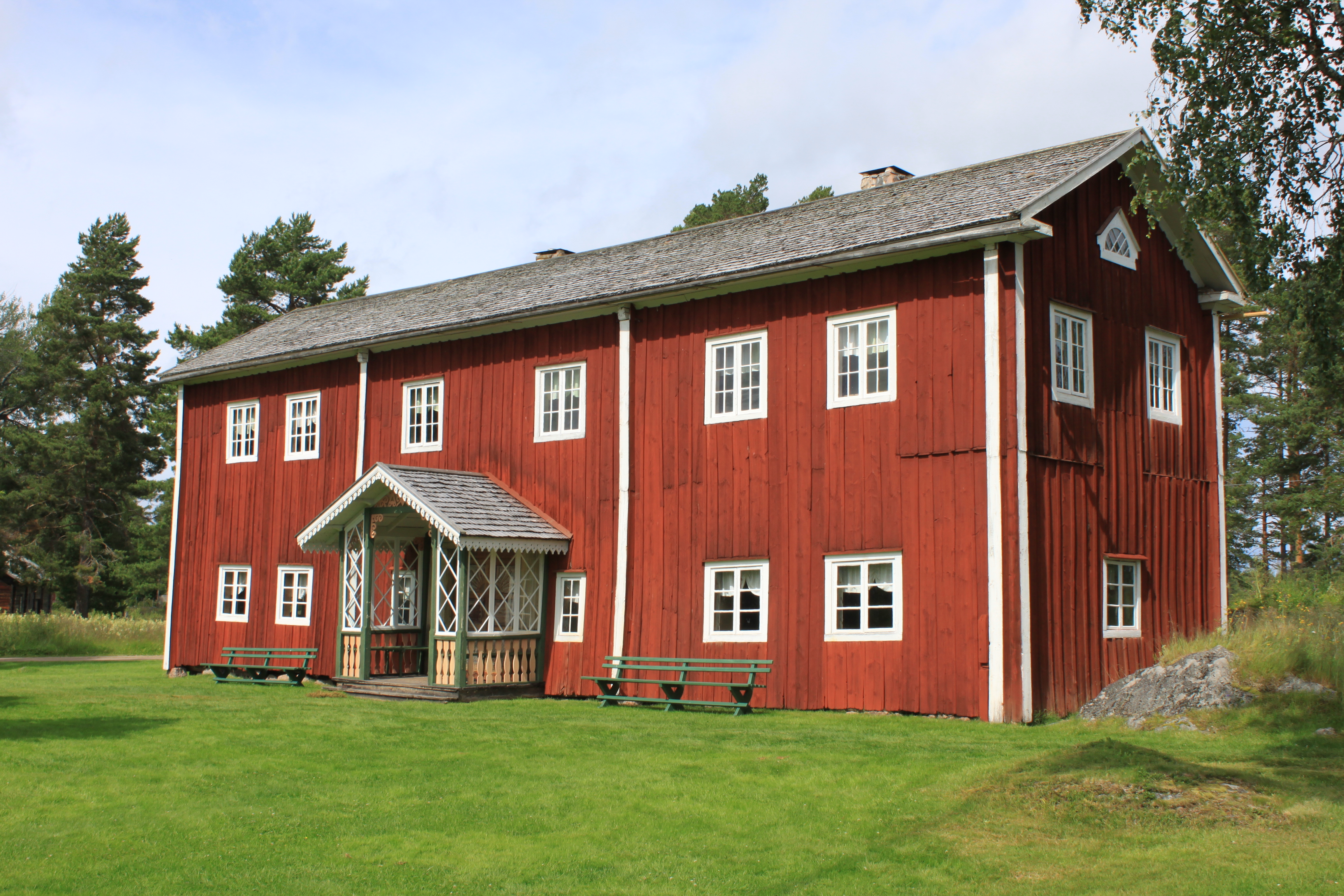
Casa tradicional em Fågelsjö
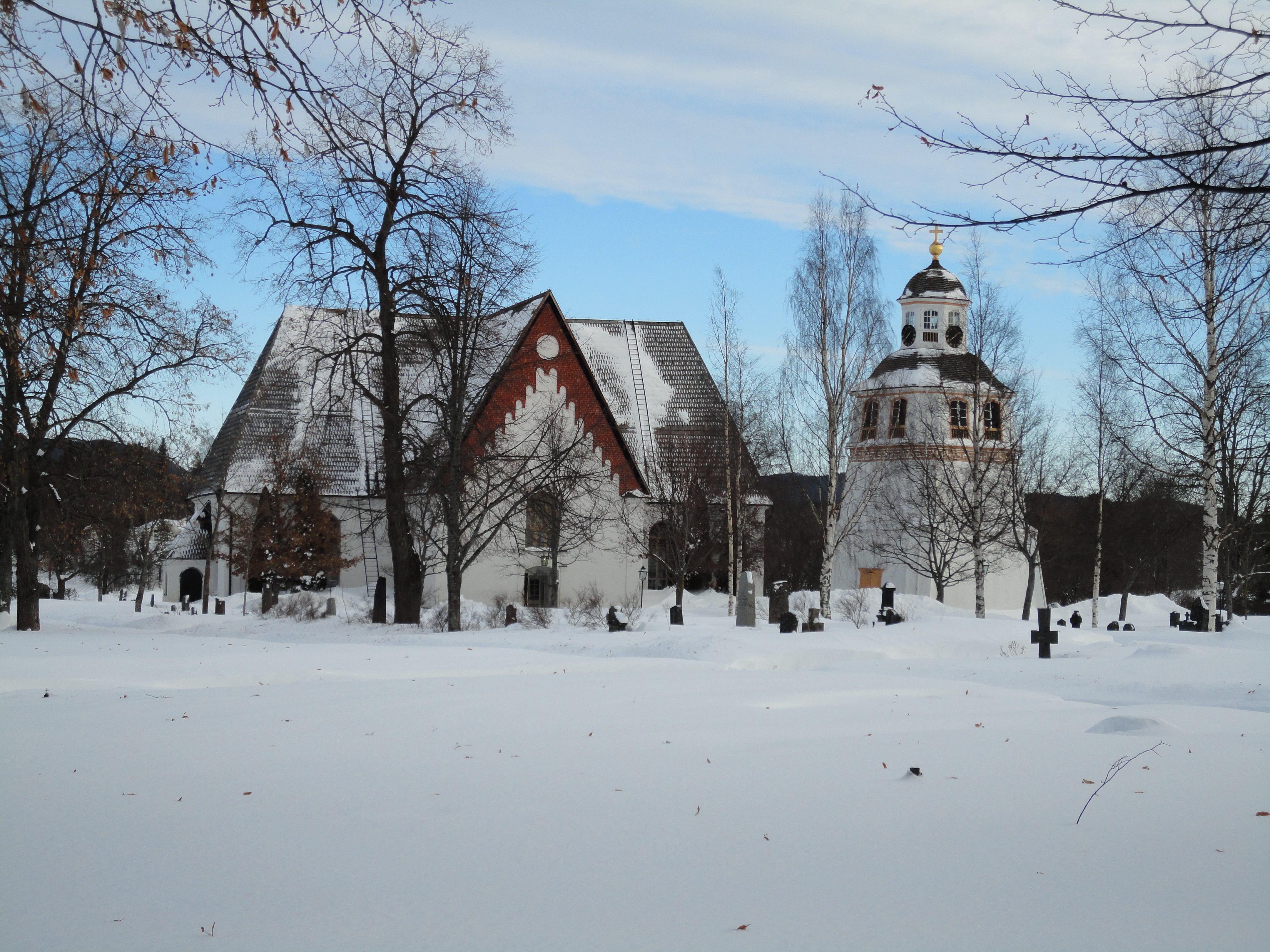
Igreja de Arbra, na comuna de Bollnäs
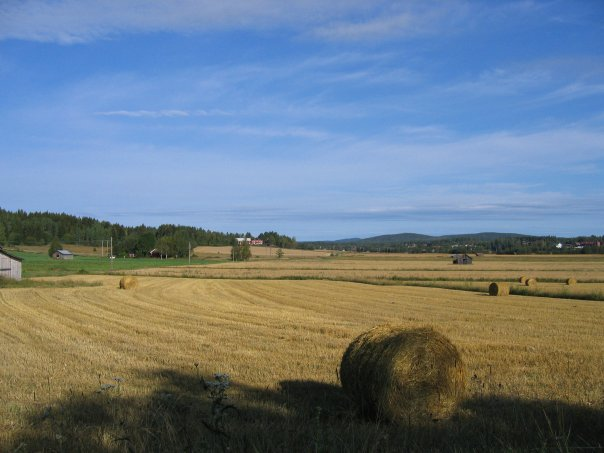
Planície agrícola em Trönö
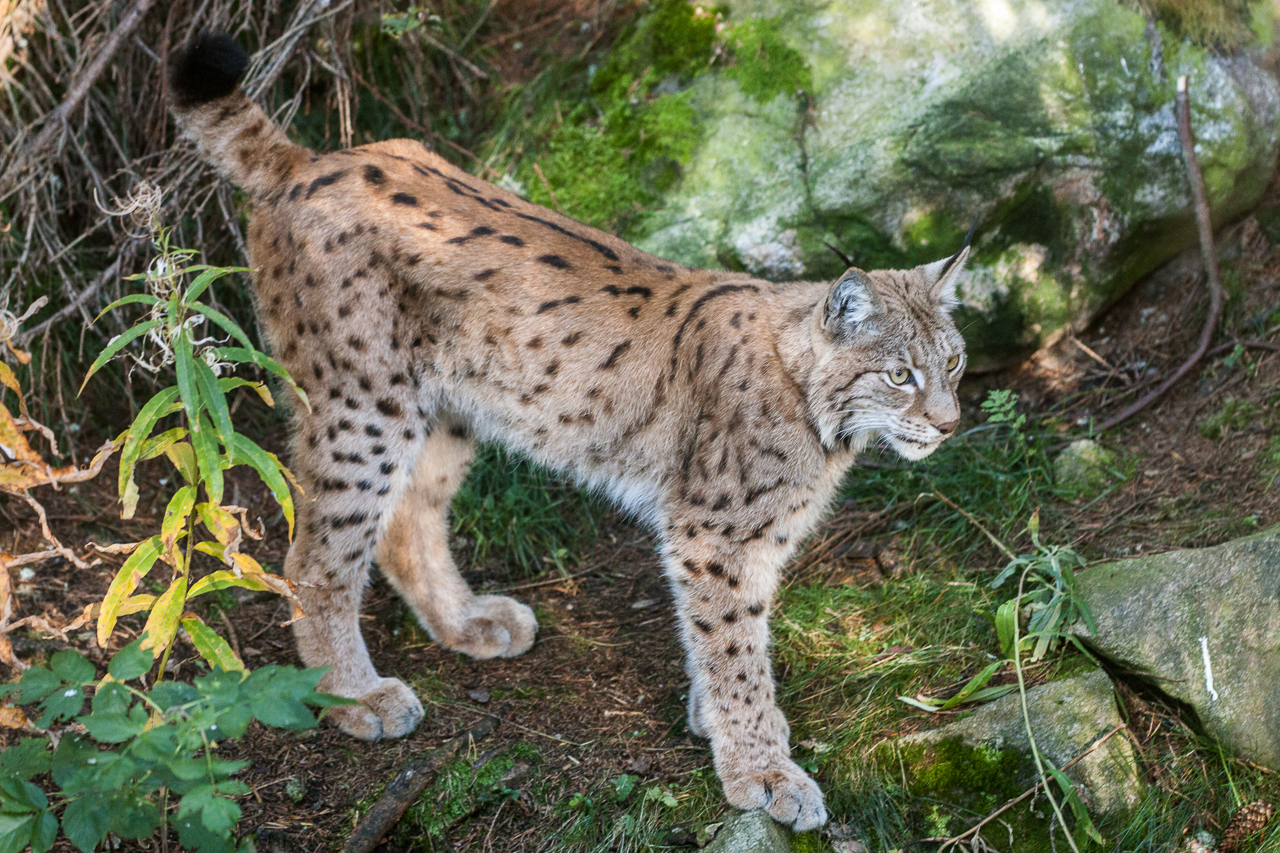
Lince no parque zoológico de Järvzoo
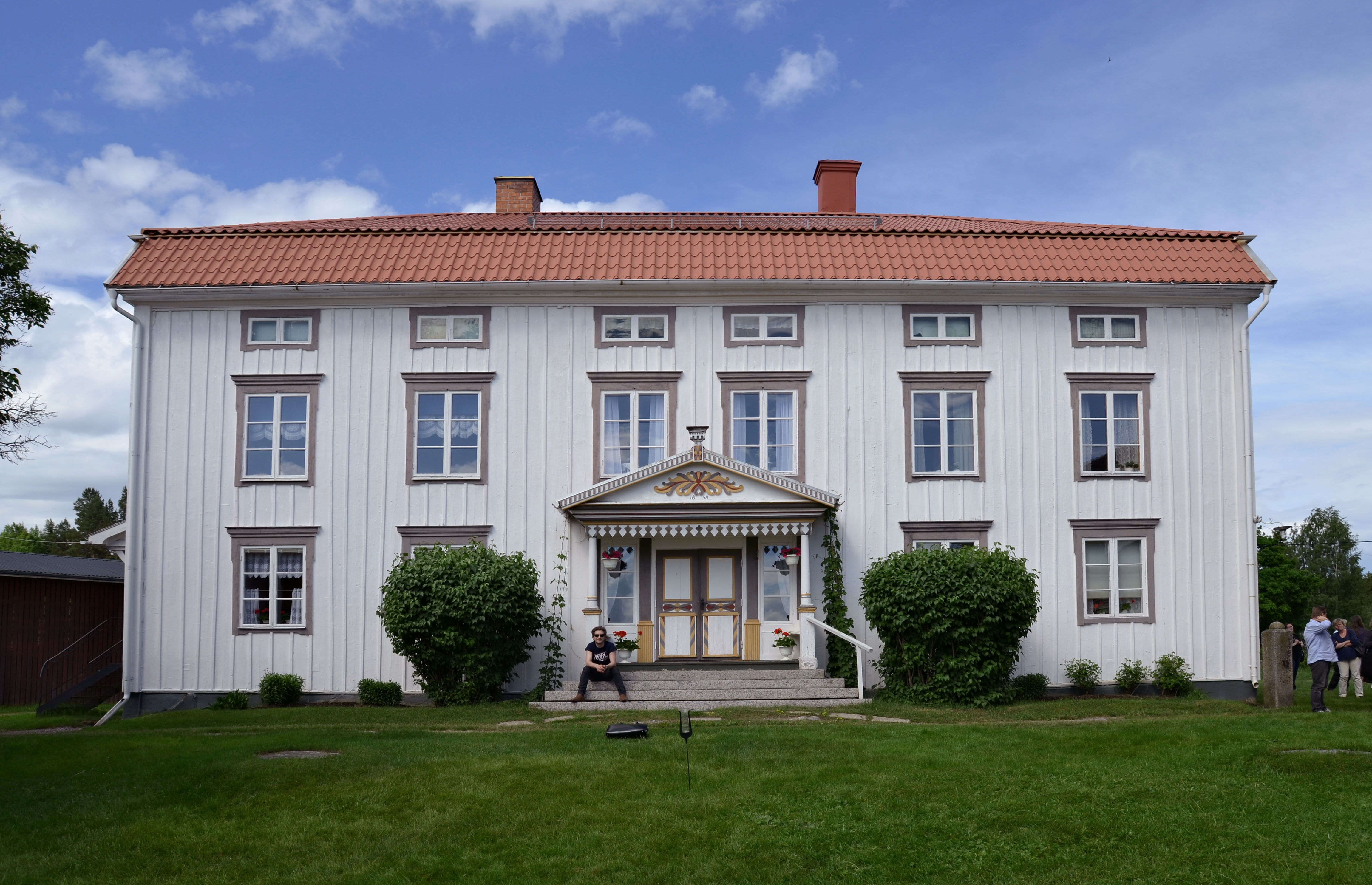
Fazenda decorada em Alfta
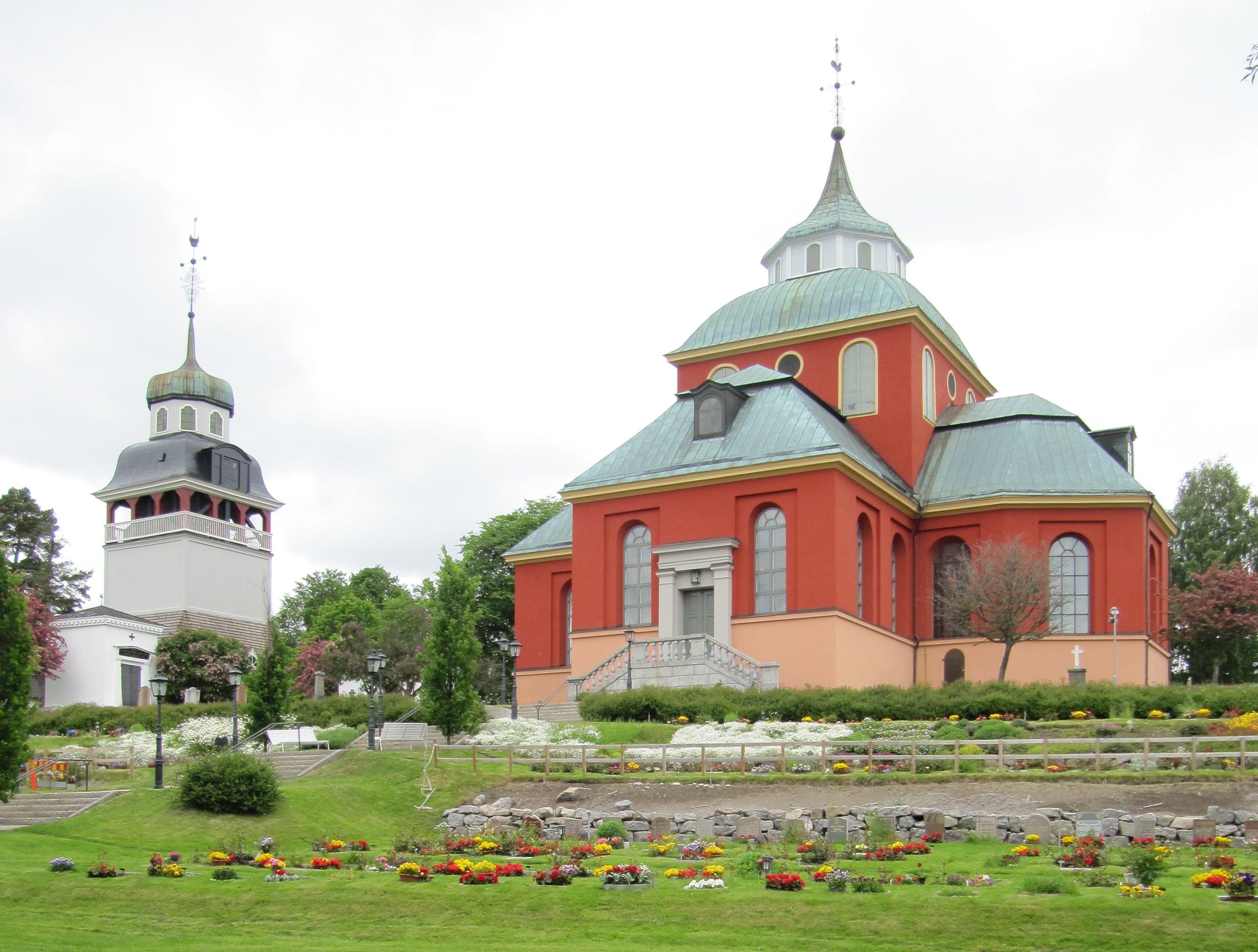
Igreja de Ulrika Eleonora em Söderhamn
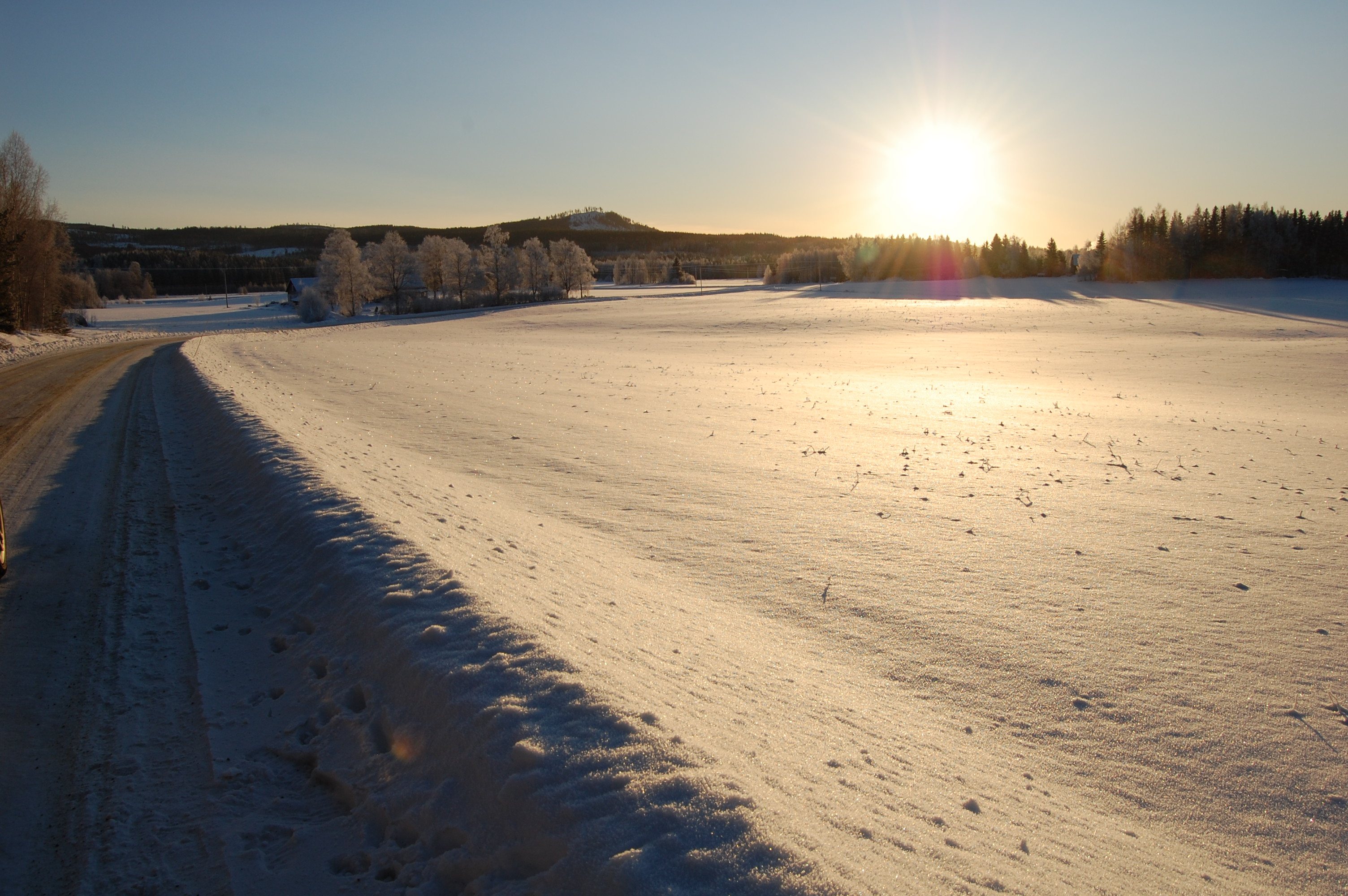
Paisagem de inverno